# Opera din Asmara

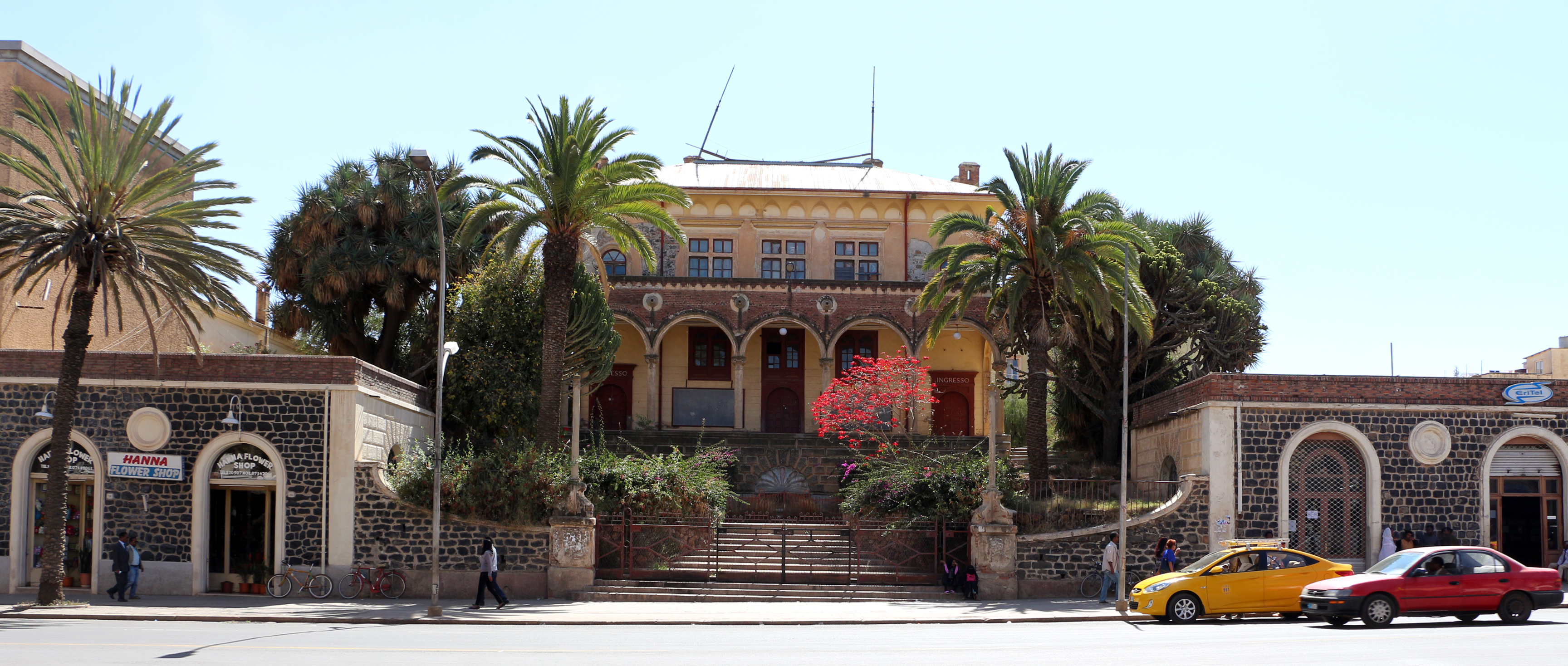
Clădirea Operei din Asmara

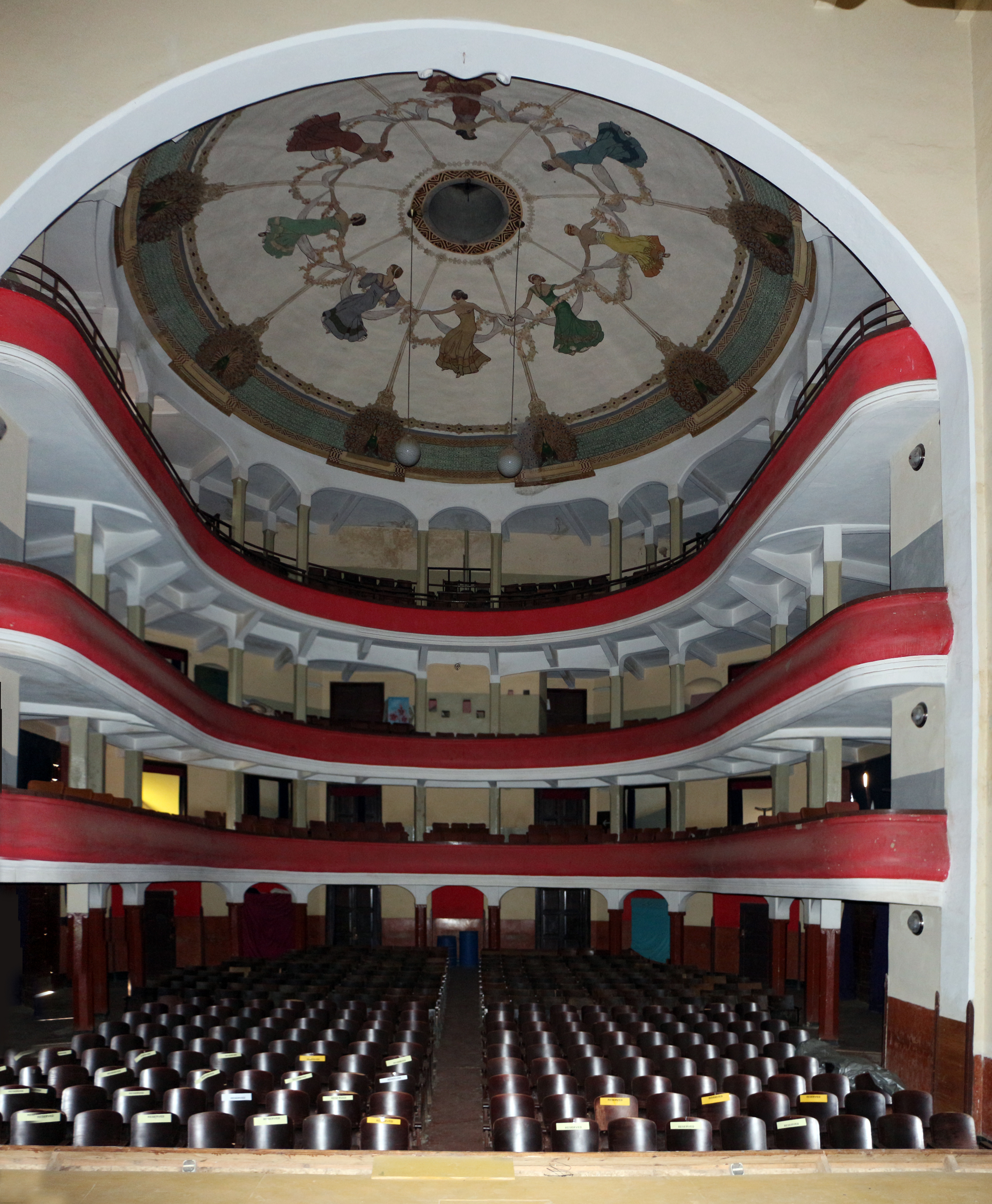
Interiorul Operei din Asmara

Opera din Asmara este un teatru de operă din Asmara, Eritreea. A fost construit în 1918 în urma unui proiect realizat de arhitectul italian Odoardo Cavagnari, renovări ulterioare fiind efectuate în 1936.

## Caracteristici

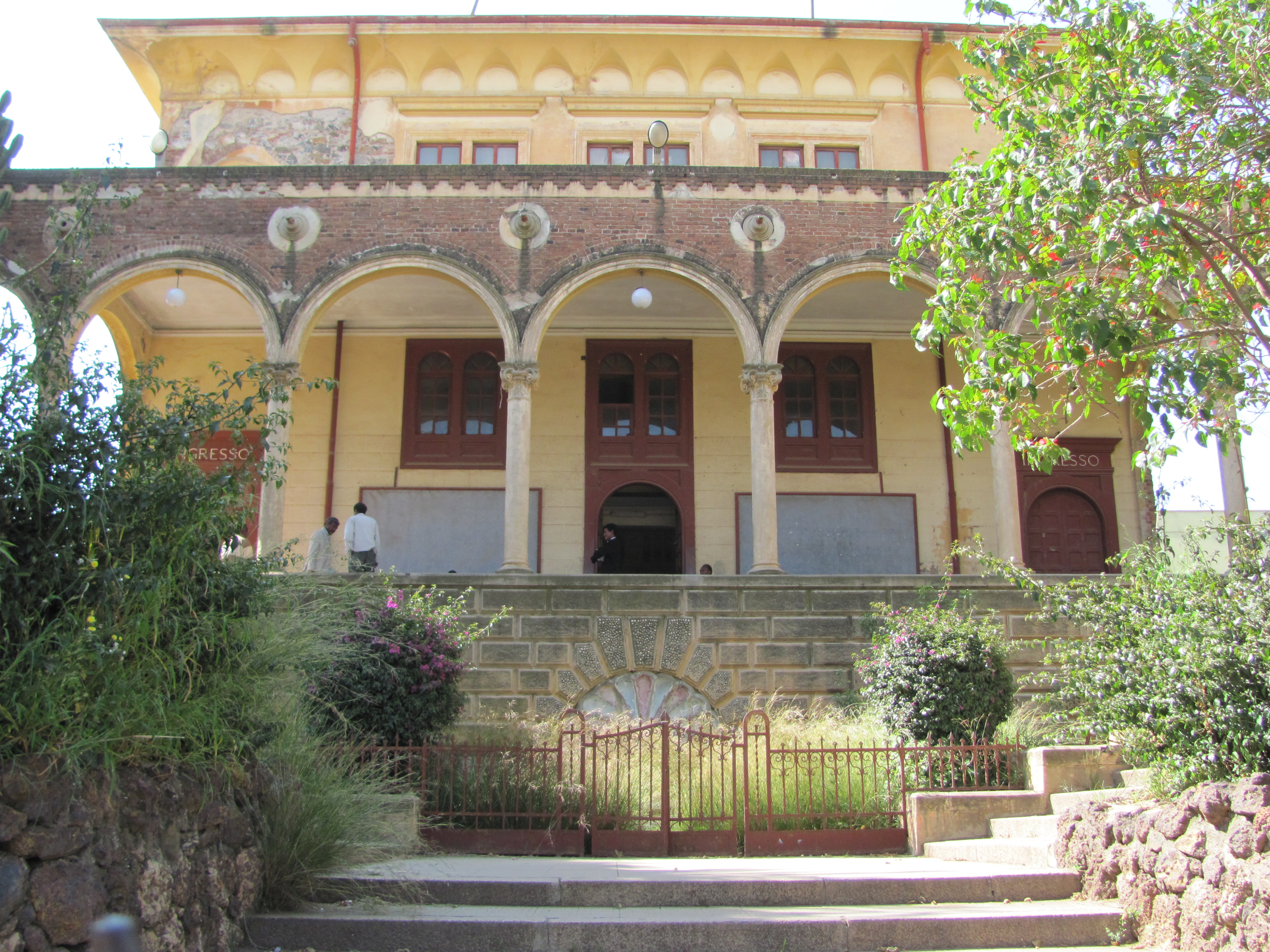
Intrarea monumentală a Operei din Asmara

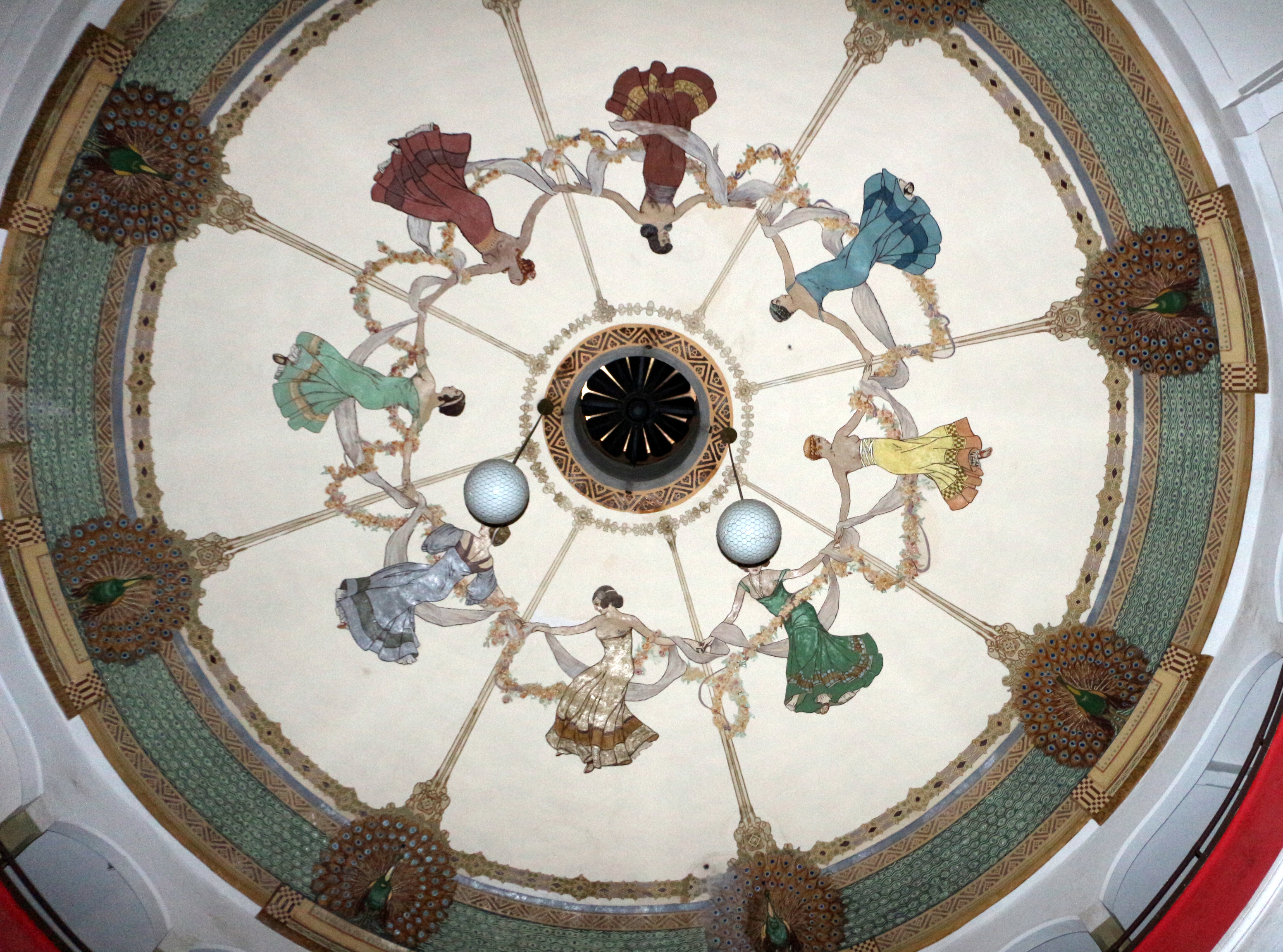
Tavanul Operei din Asmara

Clădirea combină elemente de renaștere romanică și neoclasicism. Pictura tavanului auditoriului arată tendințele Art Nouveau. Într-adevăr, acoperișul are tablouri realizate de Saverio Fresa cu imagini de dans. A fost una dintre cele mai cunoscute clădiri din Asmara italiană.
Clădirea a fost ridicată pe o colină din Asmara italiană la capătul estic al laturii de nord a bulevardului Harriet de astăzi (vechiul „Corso Italia”, numit mai târziu „Corso Mussolini” și acum Strada principală din Asmara) și la colțul cu strada Beleza. Acest loc a făcut posibilă intrarea în Operă pe o scară monumentală, care este înconjurată pe ambele părți de o fântână în formă de scoică și de o logie renascentistă cu coloane corintice. Restul exteriorului clădirii, în special partea din strada Beleza, orientată spre castel, este asemănătoare cu castelul, proiectat cu balcoane și turnuri. De pe verandă se poate ajunge în foaier, care la rândul său oferă acces la imensul „Auditorium”. Aceasta are, pe lângă podeaua din parchet, trei niveluri suplimentare și poate găzdui 750 de spectatori. Scena este relativ mică și fără echipamente tehnice suplimentare.
În 1938, cursa internațională de mașini numită circuitul Asmara a fost începută exact din fața clădirii Operei, pe „Viale Roma” (acum numită „Bulevardul Sematat”).
Clădirea a fost numită Teatro Asmara până după ce a fost achiziționată de Eritreea și Etiopia în 1952 de la proprietarii italieni, mult sub valoarea sa de piață. După independența Eritreei în 1991/93 a fost expropriată și acum este din nou în proprietatea statului. În foaier, acum există o cafenea, iar într-o clădire laterală, sediul companiei naționale de telefonie Eritel.
La Opera din Asmara au fost interpretate numeroase comedii și opere precum cele ale lui Pirandello și muzică de Puccini și Verdi, la care au participat și soprane de la cele mai bune opere din Italia: de exemplu, în 1951 s-a interpretat „La Patente” de Pirandello și muzica lui Chopin.
După cel de-al Doilea Război Mondial și până în anii ’70 la Opera din Asmara au cântat chiar și companii internaționale cu celebre „turnee artistice și muzicale”, precum cele ale lui Renato Rascel și Renato Carosone. Teatrul era încă folosit ocazional în 2012.